# 茨城県道192号鹿島神宮線
茨城県道192号鹿島神宮線（いばらきけんどう192ごう かしまじんぐうせん）は、茨城県鹿嶋市内を通る一般県道である。

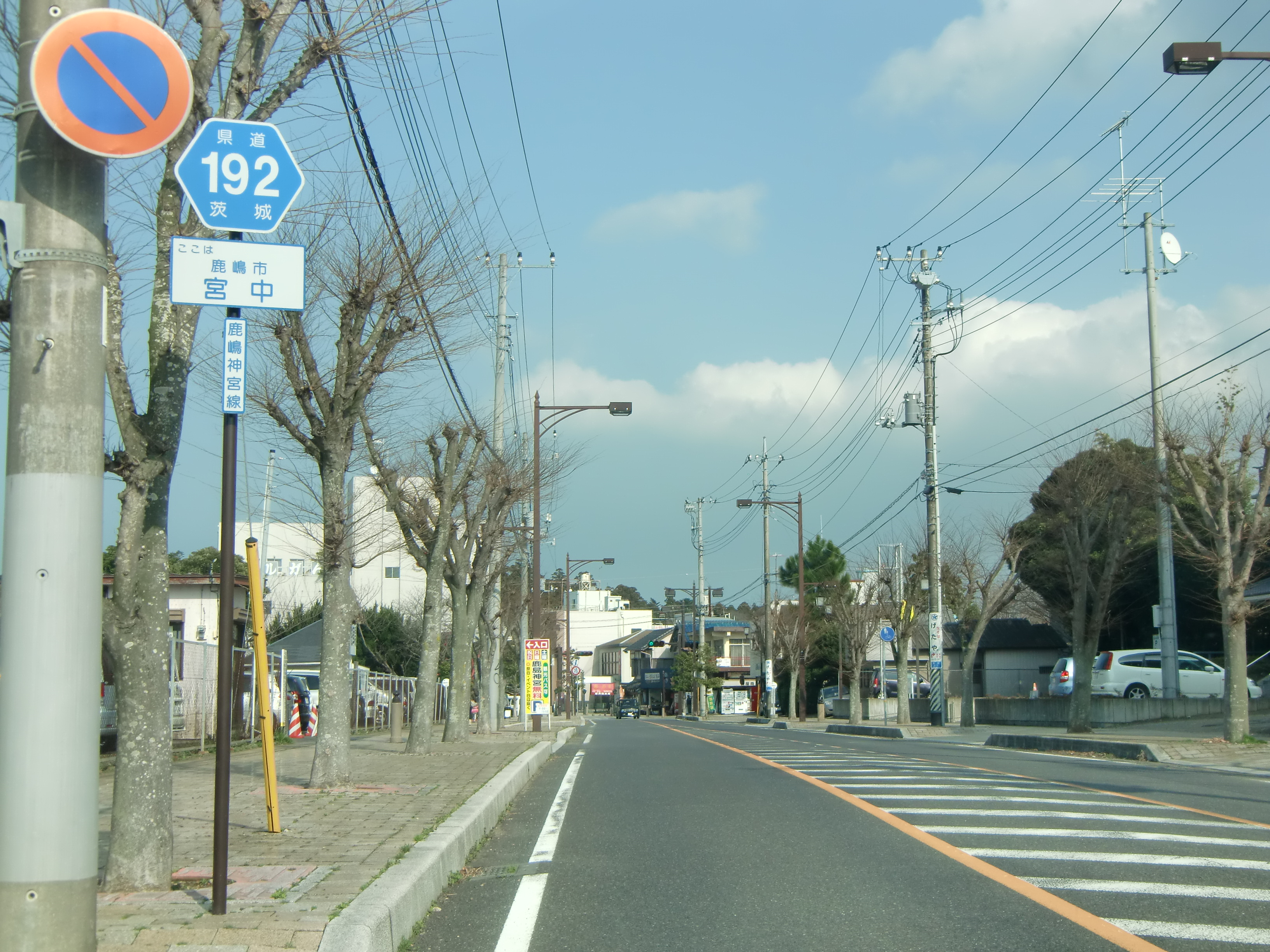
鹿嶋市宮中（2012年3月）

## 概要
この道路は、鹿嶋市街地の茨城県道18号茨城鹿島線から鹿島神宮の大鳥居へと続く参道となっている。

### 路線データ
- 起点：茨城県鹿嶋市宮中1丁目　鹿島神宮（大鳥居前）[1]
- 終点：茨城県鹿嶋市宮下2丁目 （茨城県道18号茨城鹿島線交点）[1]
- 総延長：0.490 km[2]
- 重用延長：なし[2]
- 未供用延長：なし[2]
- 実延長：0.490 km[2]
- 自動車交通不能区間延長[注釈 1]：なし[2]

## 歴史
1959年（昭和34年）10月14日、新たな県道として鹿島郡鹿島町大字宮中の鹿島神宮を起点とし、県道鉾田鹿島線交点を終点とする区間を本路線とする県道鹿島神宮線として茨城県が県道路線認定した。
1995年（平成7年）に整理番号192となり現在に至る。

### 年表
- 1923年（大正12年）4月1日：現在の路線の前身である宮中鹿島線が路線認定される。
- 1959年（昭和34年）10月14日：現在の路線が路線認定される（図面対照番号198）[3]。道路の区域は、鹿島郡鹿島町大字宮中の鹿島神宮から鹿島郡鹿島町大字宮中の県道鉾田鹿島線交点まで（延長219.7m）と決定された[1]。
- 1988年（昭和63年）8月1日：道路の区域が西側に延伸（鹿島郡鹿島町宮中2丁目、延長260.8m）される[4]。
- 1995年（平成7年）3月30日：整理番号が整理番号255から現在の番号（整理番号192）に変更される[5]。
- 1997年（平成9年）4月3日：電線共同溝を整備すべき道路の指定を受ける[6]。

## 地理

### 通過する自治体
- 鹿嶋市

### 交差する道路
- 茨城県道18号茨城鹿島線（鹿島高校北交差点）

### 沿線
- 鹿島神宮（鹿嶋市宮中）
- 茨城県立鹿島高等学校・附属中学校（鹿嶋市城山2丁目）
- 城山公園（鹿嶋市城山1丁目）
- JR東日本鹿島線鹿島神宮駅（鹿嶋市宮下）